# لوکا دودی
لوکا دودی (ایتالیایی: Luca Dodi؛ زادهٔ ۲۶ مهٔ ۱۹۸۷) دوچرخه‌سوار اهل ایتالیا است.